# Les Cotoons
Les Cotoons est une série télévisée d'animation en 3D franco-canadienne en 26 épisodes de 7 minutes, créée par Jean-Yves Le Porcher, Alain Pineau, Patricia Lavoie, et coproduite par Film En Stock (France) et Zone 3 (Canada). Au Canada, elle a été diffusée à partir du 11 septembre 2005 à la Télévision de Radio-Canada et sur TVO, et en France, été diffusée à partir du 9 janvier 2006 sur France 5 dans l'émission Debout les Zouzous.

## Synopsis
Destinée aux enfants âgés de 3 à 6 ans, cette série met en scène les aventures des Cotoons, de petits personnages poupins présentant des caractéristiques animales ou végétales. Ainsi, Tulipe, l'espiègle, ressemble à une fleur ou à un lion; Zoom, l'éclaireur, à une abeille ; Punky, l'artiste, à un zèbre ; Wabap, le sportif, à une grenouille... Curieux de tout, les Cotoons n'hésitent pas à se téléporter dans le monde des Humains pour trouver une solution aux problèmes qu'ils rencontrent.

## Distribution
Gilbert Lachance assure la réalisation des voix hors champs et Marie-Andrée Corneille la direction du plateau.
- Hugolin Chevrette-Landesque : Wabap
- Johanne Garneau : Tulipe
- Valérie Gagné : Punky
- Catherine Trudeau : Zoom
- Romy Kraushaar-Hébert, Rosemarie Houde, Laurent-Christophe de Ruelle, Tristan Harvey, Elizabeth Vandalowsky, Marie-Andrée Corneille : voix additionnelles

## Épisodes
1. Chapeaux de fête
2. Bondir
3. Le coucher de soleil de Punky
4. Le ménage amusant
5. Punky joue seul
6. Les fleurs
7. Une cuillère de miel
8. Chacun a son chez soi
9. Tulipe se déguise
10. Deux Cotoons à la ferme
11. Les couleurs
12. Chef Punky
13. Le rythme
14. Le savon
15. Les marionnettes
16. La glissade de Punky
17. Touche et devine
18. Le repas surprise
19. Le bonhomme de neige
20. Faites vos œufs
21. Punky au volant
22. Comme un poisson dans l'eau
23. Le premier violon
24. Le tricycle
25. Le jus de pomme
26. Le perroquet